# Ringer-Weltmeisterschaften 1955
Die Ringer-Weltmeisterschaften 1955 fanden vom 21. bis zum 25. April 1955 in der Schwarzwaldhalle in Karlsruhe statt. Die Ringer wurden in acht Gewichtsklassen unterteilt. Im Gegensatz zu 1954 wurde nicht im freien, sondern im griechisch-römischen Stil gerungen. Die Ringer aus der Sowjetunion sicherten sich in sieben der acht Wettbewerbe Medaillen.

## Medaillengewinner
| Klasse | Gold                    | Silber           | Bronze            |
| ------ | ----------------------- | ---------------- | ----------------- |
| -52 kg | Ignazio Fabra           | Nail Garajew     | Hüseyin Akbaş     |
| -57 kg | Wladimir Staschkewitsch | Yaşar Yılmaz     | Pietro Lombardi   |
| -62 kg | Imre Polyák             | Müzahir Sille    | Gunnar Håkansson  |
| -67 kg | Grigori Gamarnik        | Kyösti Lehtonen  | Gustav Freij      |
| -73 kg | Wladimir Manejew        | Anton Mackowiak  | Milorad Arsic     |
| -79 kg | Giwi Kartosia           | György Gurics    | Horst Heß         |
| -87 kg | Walentin Nikolajew      | Veikko Lahti     | Karl-Erik Nilsson |
| +87 kg | Alexander Masur         | Bertil Antonsson | Hamit Kaplan      |

## Medaillenspiegel
| Rang | Land           | Gold | Silber | Bronze |
| ---- | -------------- | ---- | ------ | ------ |
| 1    | Sowjetunion    | 6    | 1      | 0      |
| 2    | Ungarn         | 1    | 1      | 0      |
| 3    | Italien        | 1    | 0      | 1      |
| 4    | Türkei         | 0    | 2      | 2      |
| 5    | Finnland       | 0    | 2      | 0      |
| 6    | Schweden       | 0    | 1      | 3      |
| 7    | BR Deutschland | 0    | 1      | 1      |
| 8    | Jugoslawien    | 0    | 0      | 1      |